# Parc zoològic de Kristiansand

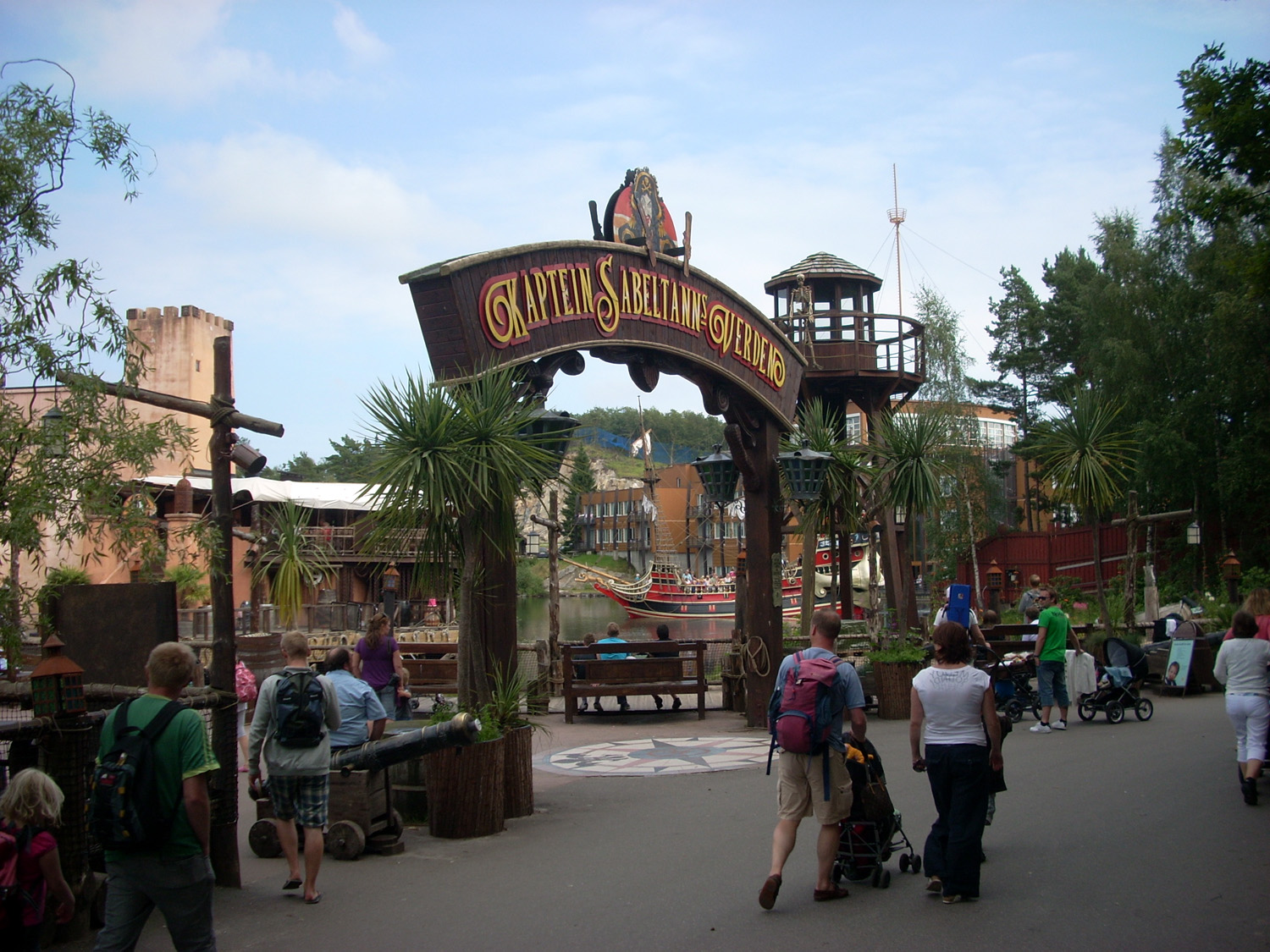
Entrada del parc.

El Parc zoològic de Kristiansand (en noruec: Kristiansand Dyrepark) és un jardí zoològic i parc d'atraccions situat a 11 km a l'est de Kristiansand, Noruega. És l'atracció més visitada de Noruega, i posseeix una superfície de 61 hectàrees.
Els animals inclouen llops, linxs, tigres, lleons, guepards, ximpanzés, tapirs, ants, zebres, i orangutans.
Altres atraccions inclouen ara el parc temàtic de Kardemomme by («Vila Cardamom»), i Kaptein Sabeltanns Verden («El món del capità Dents de Sabre»), un lloc dedicat a un pirata fictici.